# Come Closer
Come Closer er det fjortende studiealbum fra danske rockgruppe Big Fat Snake. Det blev udgivet den 24. januar 2011, og er gruppens andet album siden guitarist Peter Viskinde forlod gruppen i 2009. "Love Is Freeware" blev udgivet som den første single den 15. november 2010. Albummet debuterede som #3 på album-hitlisten, med 1386 solgte eksemplarer i den første uge. Come Closer modtog i marts 2011 guld for 10.000 solgte eksemplarer.

## Trackliste
Alt musik komponeret af Big Fat Snake.
| 1.  | "Love Is Freeware"    | Anders Blichfeldt | 3:37 |
| 2.  | "Rebuilding"          | Blichfeldt        | 4:16 |
| 3.  | "One More Time"       | Blichfeldt        | 3:46 |
| 4.  | "Every Negative"      | Blichfeldt        | 3:08 |
| 5.  | "Come Closer"         | Pete Repete       | 4:18 |
| 6.  | "I Would Die for You" | Asger Steenholdt  | 3:59 |
| 7.  | "All I Wanna Know"    | Steenholdt        | 3:46 |
| 8.  | "Only One Like You"   | Blichfeldt        | 4:17 |
| 9.  | "Time to Say Goodbye" | Steenholdt        | 3:49 |
| 10. | "Begin to Shine"      | Repete            | 3:40 |

| 11. | "Only One Like You" (acoustic version) | Blichfeldt | 3:49 |
| 12. | "A Song for You" (acoustic version)    | Blichfeldt | 3:40 |